# سانت استفن اين برنل (كورنوال)
سانت استفن اين برنل (بالإنجليزية: St Stephen-in-Brannel)‏ هي قرية و أبرشية مدنية تقع في المملكة المتحدة في إنجلترا.